# Чернещина (Диканьский район)
Чернещина (укр. Чернещина) — село, Ордановский сельский совет, Диканьский район, Полтавская область, Украина.
Код КОАТУУ — 5321084208. Население по переписи 2001 года составляло 276 человек.

## Географическое положение
Село Чернещина находится на правом берегу реки Великая Говтва, выше по течению на расстоянии в 1,5 км расположено село Ордановка, ниже по течению на расстоянии в 2,5 км расположено село Андренки.

## История
- 1977 — дата основания.